# Mundo Imperial
Mundo Imperial es un desarrollo inmobiliario que consta de un fórum, tres complejos hoteleros y un área de exposiciones. Ubicado en la zona de Punta diamante, en Acapulco de Juárez.

## Historia
El proyecto fue iniciado en el año 2003, cuando se realizó la compra de varios terrenos cerca del Aeropuerto Internacional de Acapulco, abriendo el complejo 11 años después, en el año de 2014.

## Descripción
Cuenta con 68.000 mts2 de construcción, 22.500 mts2 de piso de exhibición, 12.500 mts2 para convenciones, un teatro cerrado (Fórum Imperial) para 4,000 personas, 58 salones para reuniones, un hotel con 814 habitaciones y 44,402 mts2 de espacio al aire libre que incluyen: terrazas, jardines, un teatro y un Promenade. Cuenta con los hoteles Princess y Pierre, dando así un total de más de 2,100 habitaciones de un mismo complejo.

### Complejos
- Fórum: El fórum de Mundo Imperial, es un centro de espectáculos que cuenta con una capacidad para 4,000 personas.[2]
- Arena GNP Seguros, es un complejo de canchas de tenis, incluidos estadios, diseñado para albergar el Abierto Mexicano de Tenis.
- Expo: La Expo, es un complejo de exposiciones y convenciones ubicado a un costado del fórum de espectáculos.
- Promenade: Es un centro cultural al aire libre.
- Princess: Es un hotel. Antiguamente llamado Fairmont Acapulco Princess siendo propiedad de Fairmont Hotels and Resorts. En este lugar se lleva a cabo el Abierto Mexicano de Tenis.
- Pierre: Se construyó en la década de 1950, y es actualmente un centro de hospedaje turístico.
- Palacio: Es un hotel ubicado a 2 km del Aeropuerto Internacional de Acapulco.

## Eventos
En conjunto se realizan varios eventos nacionales e internacionales.
- El Tianguis Turístico, realizado en la Expo.
- El Abierto Mexicano de Tenis, realizado en la Arena GNP.
- La Mega Feria Imperial Acapulco, realizada en la Expo.
- La Convención Bancaria, realizada en el Princess.